# Mallophora
Mallophora är ett släkte av tvåvingar. Mallophora ingår i familjen rovflugor.

## Dottertaxa tillMallophora, i alfabetisk ordning[1]
- Mallophora abana
- Mallophora ada
- Mallophora aeaca
- Mallophora affinis
- Mallophora ajax
- Mallophora albicincta
- Mallophora aleto
- Mallophora annuliventris
- Mallophora antica
- Mallophora antiqua
- Mallophora ardens
- Mallophora argentipes
- Mallophora aria
- Mallophora armata
- Mallophora atra
- Mallophora auromystacea
- Mallophora barbipes
- Mallophora bassleri
- Mallophora bellingeri
- Mallophora belzebul
- Mallophora bergii
- Mallophora bigotii
- Mallophora bomboides
- Mallophora breviventris
- Mallophora bruneri
- Mallophora calida
- Mallophora campestris
- Mallophora candens
- Mallophora ciliata
- Mallophora cilicrura
- Mallophora cinerascens
- Mallophora cingulata
- Mallophora circumflava
- Mallophora clavipes
- Mallophora clavitarsis
- Mallophora coeruleiventris
- Mallophora contraria
- Mallophora copelloi
- Mallophora cora
- Mallophora cortesi
- Mallophora craverii
- Mallophora crocuscopa
- Mallophora cruralis
- Mallophora curiosa
- Mallophora dallasi
- Mallophora dana
- Mallophora doellojuradoi
- Mallophora dureti
- Mallophora emiliae
- Mallophora fairchildi
- Mallophora fascipennis
- Mallophora fautrix
- Mallophora freycineti
- Mallophora fritzi
- Mallophora fulviventris
- Mallophora fusca
- Mallophora geijskesi
- Mallophora geniculata
- Mallophora gracipes
- Mallophora hemivitrea
- Mallophora inca
- Mallophora incanipes
- Mallophora infernalis
- Mallophora jemina
- Mallophora lampon
- Mallophora lecotricha
- Mallophora leschenaultii
- Mallophora leucopyga
- Mallophora lucida
- Mallophora lugubris
- Mallophora lynchi
- Mallophora macquartii
- Mallophora media
- Mallophora mexicana
- Mallophora minos
- Mallophora neta
- Mallophora nigrifemorata
- Mallophora nigritarsis
- Mallophora nigriventris
- Mallophora opposita
- Mallophora orcina
- Mallophora papaveroi
- Mallophora parasylveirii
- Mallophora pica
- Mallophora pipiens
- Mallophora pluto
- Mallophora pulchella
- Mallophora purpurea
- Mallophora pusilla
- Mallophora pyrura
- Mallophora robusta
- Mallophora ruficauda
- Mallophora rufiventris
- Mallophora schwarzi
- Mallophora scopifer
- Mallophora scopitarsis
- Mallophora scutellaris
- Mallophora semivolacea
- Mallophora sexualis
- Mallophora singularis
- Mallophora socculata
- Mallophora speciosa
- Mallophora sylveirii
- Mallophora tertiavitrea
- Mallophora testaceipes
- Mallophora testaceitarsis
- Mallophora thompsoni
- Mallophora tibialis
- Mallophora tolteca
- Mallophora trichostica
- Mallophora trisiphones
- Mallophora tsacasi
- Mallophora vegeta
- Mallophora ventralis
- Mallophora wilhelmi
- Mallophora vorax
- Mallophora xylocopiides
- Mallophora zita
- Mallophora zottai